# Phosphoroskop nach Becquerel
Das Phosphoroskop nach Becquerel (Alexandre Edmond Becquerel) ist ein Gerät, um die Phosphoreszenz bei z. B. Rubin oder auch Glas zu messen. Die Konstruktion wurde später von Philipp Lenard verbessert.
Das Präparat wird in einem solchen Gerät in periodischer Folge kurzzeitig und intensiv belichtet. Das Gerät besteht aus einer Leuchtquelle mit Linsensystem, um den Lichtstrahl zu fokussieren, und einem Motor, der eine Scheibe rotieren lässt. In der Scheibe sind in geschickter Reihenfolge längere und kürzere Löcher, die während der Rotation den gebündelten Lichtstrahl auf das dahinter liegende Präparat fallen lassen. So wird das Präparat in kurzen Abständen in gleicher Periode intensiv beleuchtet.
Nach der Beleuchtung wird für eine sehr kurze Zeitdauer (in der Regel einige Millisekunden) Strahlung in Form von Licht vom Präparat ausgesandt. Dieser Vorgang wird Phosphoreszenz oder allgemeiner Lumineszenz genannt.
Mit einer zweiten, sich drehenden Scheibe, die sich hinter dem Präparat befindet, und deren Löcher sich genau versetzt zur vorderen Scheibe befinden, wird es möglich gemacht, die vom Präparat ausgehende Strahlung mittels eines Photomultipliers zu messen. Während der Beleuchtung des Präparats darf kein Licht nach hinten gelangen, da sonst der Photomultiplier zu stark belichtet würde – deswegen die versetzten Löcher. Der im Photomultiplier erzeugte Photostrom dient zur Aussteuerung der Bewegung des Lichtpunktes eines Oszillographen. Auf dem Schirm des Oszillographen kann nun die Halbwertszeit (Zeit bis zur Hälfte der Startintensität) und die Relaxationszeit (Abklingzeit) gemessen werden.